# Guglielmo VII del Monferrato
(Dante Alighieri, VII Canto, vv. 133-136, Purgatorio, Divina Commedia)
Guglielmo VII degli Aleramici, detto il Gran Marchese (Trino, 1240 – Alessandria, 6 febbraio 1292), unico figlio maschio del marchese Bonifacio II degli Aleramici e di Margherita di Savoia, fu marchese del Monferrato dal 1253 alla morte e, come il padre, pretese il Regno di Tessalonica e si dichiarò re titolare di Tessalonica dal 1253 al 1284,  e fu l'ultimo della dinastia degli Aleramici a rivendicare quel Regno.
Dante Alighieri lo cita nella Divina Commedia, collocandolo nel VII Canto della cantica del Purgatorio, quello dei principi negligenti, e dedicandogli gli ultimi quattro versi del canto.

## Biografia

### Giovinezza ed ascesa
Nacque a Trino verso il 1240 da Bonifacio II del Monferrato, venne nominato erede del padre dal testamento da lui redatto il giorno della sua morte nel 1253. Da quel momento Guglielmo VII fu marchese di Monferrato. Ancora posto sotto la tutela della madre Margherita, non prese parte direttamente al governo nei primi tempi, fino al 1257, quando raggiunse la maggiore età atta a regnare.

### Primo matrimonio
Guglielmo sposò nel 1258 Isabella di Clare, figlia di Riccardo di Clare, VI conte di Gloucester.

### Politica piemontese
Mira principale del giovane marchese nei suoi primi anni fu la supremazia, come i suoi stessi antenati volevano attuare, sul Piemonte meridionale. La signoria dei Monferrato aveva sempre cercato di combattere i comuni di Alessandria e Asti, e per sottometterli Guglielmo si schierò dalla parte francese e della Chiesa. La sua posizione apertamente anti imperiale gli procurò in principio non pochi problemi, specialmente con i vicini signori ghibellini.
Il passaggio di Guglielmo dalla parte di Carlo d'Angiò gli procurò l'avversione del signore di Pavia Oberto II Pallavicino, che gli dichiarò guerra nel 1264: la risposta di Guglielmo fu determinata ed efficace. Occupò infatti le fortezze di Acqui Terme, Tortona e Novi Ligure, stabilendo i suoi domini anche su Nizza Monferrato quando l'anno seguente lo raggiunsero i rinforzi francesi. Così, dopo appena otto anni dalla sua ascesa al potere, Guglielmo aveva esteso i domini dei Monferrato vincendo anche più volte la vicina Alessandria.

### Affiancamento ad Alfonso X e secondo matrimonio
La fortuna a fianco degli Angioini era tuttavia destinata a finire presto. La tradizione di famiglia dei Monferrato era stata di cambiare repentinamente alleati e alleanze in caso di problemi di politica estera o per semplice tornaconto. Il caso che coinvolse Guglielmo VII fu la crescente potenza che Carlo d'Angiò aveva acquistato dopo essersi incoronato Re di Sicilia come Carlo I d'Angiò.
La paura per un possibile accerchiamento indusse Guglielmo a cambiare bandiera schierandosi con gli imperiali: la parte più antiangioina era capitanata da Alfonso X di Castiglia, proclamatosi erede di Manfredi di Svevia e pertanto anche erede del Sacro Romano Impero. Anche per questa ragione venne progettato un nuovo matrimonio tra Guglielmo, rimasto vedovo, e la figlia di Alfonso, Beatrice. Le nozze vennero celebrate a Murcia e venne deciso anche il futuro matrimonio tra la figlia di Guglielmo, Margarita, e l'infante di Castiglia. Oltre a ciò, Alfonso promise aiuti militari al marchese nell'eventualità di un possibile attacco angioino.
In seguito alla fastosa cerimonia, Alfonso nominò Guglielmo suo vicario generale della Lombardia, ma anche Carlo d'Angiò aveva nominato un vicario in Italia del nord: questi attaccherà a più riprese i domini di Guglielmo, che dovette difendersi da solo nonostante le promesse di aiuto dategli da Alfonso X.

### Trionfi di Guglielmo
La paura di veder crollare i propri domini in mano nemica dopo tanti sacrifici lo indusse a formare una lega antiangioina alla quale aderirono Pavia, Asti e Genova. Guglielmo aveva perso Tortona e Acqui. Sperava ancora in un aiuto di Alfonso, ma il monarca spagnolo abbandonò le mire in Italia e lasciò la corona a Rodolfo I d'Asburgo. Le poche milizie inviate dalla Spagna non erano certamente sufficienti per una difesa efficace del territorio monferrino, ma Guglielmo decise di tentare la ripresa delle sue terre nonostante la scarsità di forze e la scomunica inflittagli dal papa Gregorio X.
Il 10 novembre 1274 a Roccavione Guglielmo VII e gli antiangioini sconfissero definitivamente Carlo I. Tutto sembrò ruotare ancora dalla parte di Guglielmo, che si impadronì di Trino Vercellese e anche di Torino, inimicandosi i Savoia che si consideravano legittimi signori della città padana. Nel 1278 il comune di Vercelli lo riconobbe quale suo signore, Alessandria lo nominò capitano e tornò sotto i suoi domini. Casale e Tortona lo nominarono anch'esse capitano e in tal modo Guglielmo usciva dal conflitto nel modo migliore, più potente di quando lo aveva iniziato.

### Capitano di Milano
Guglielmo divenne in sostanza il signore militare di uno svariato numero di città: Pavia, Vercelli, Novara, Alessandria, Tortona, Alba, Genova, Torino, Asti, Brescia, Cremona e Lodi. Fu così nominato anche comandante in carica della lega antiangioina. Anche Milano lo nominò capitano, e Ottone Visconti gli chiese di combattere i Torriani. Il 5 agosto 1278 venne così insignito del titolo di capitano della città con uno stipendio annuo di 10000 lire. In seguito, quando fu sconfitto, venne costretto a rinunciare al dominio sulla città e a tornare in Monferrato.
Ottone si era liberato di un pericoloso rivale alla signoria sulla città, ma era rimasto privo di un capo militare. Sconfitto nuovamente, venne costretto a richiamare Guglielmo, che dettò ancora le sue condizioni: la signoria su Milano per dieci anni.
La smisurata potenza raggiunta da Guglielmo VII cominciò a ritorcersi contro di lui. Alessandria e Asti si ribellarono alla sua signoria, Guglielmo lasciò il controllo di Milano a un suo vicario e mosse contro le città ribelli. Nella campagna, però, egli venne fatto prigioniero dalle truppe di Tommaso III di Savoia e, per ottenere la libertà, dovette cedere Torino, Grugliasco e Collegno, oltre che provvedere al pagamento di un enorme riscatto in oro. Era il 21 giugno 1280. Da quel momento il capoluogo piemontese avrebbe legato indissolubilmente il suo destino a quello della dinastia sabauda. Luigi Cibrario, celebre storico torinese, fornisce un estratto del trattato, dal quale emergono i comuni ceduti e quelli rimasti in mano al signore aleramico:
(Luigi Cibrario, Storia di Torino, libro IV, capo I)
La disfatta e le continue guerre sostenute in seguito indebolirono il suo controllo su Milano, ove Ottone Visconti lo destituì con la forza il 27 dicembre 1281, cacciando dalla città il podestà da lui eletto.

### Ultime guerre e morte
A compensare la perdita di Milano, Guglielmo VII ottenne la signoria su Alba. La figlia Violante sposò l'imperatore bizantino Andronico II Paleologo e la situazione politica sembrò stabilizzarsi. Ma le nuove campagne di Guglielmo si impantanarono in un continuo alternarsi di vittorie e sconfitte tanto veloci quanto effimere. Dopo aver riconquistato e riperso Alessandria per l'ennesima volta, gli astigiani corruppero gli alessandrini con una forte somma e li costrinsero a sollevarsi contro il marchese. Compreso quanto stava accadendo ad Alessandria, Guglielmo si spinse in armi fino davanti alla città, ove si accampò. Gli alessandrini lo convinsero allora ad entrare dentro le mura per negoziare protetto solo da una piccola scorta. Venne allora catturato e rinchiuso in una gabbia di ferro. Guglielmo morì dopo un anno, il 6 febbraio 1292 forse di fame, forse per l'avvilimento, certamente ancora prigioniero dei suoi nemici.
Il suo corpo, restituito ai sudditi, fu tumulato nell'abbazia cistercense di Santa Maria di Lucedio dove era già sepolto il padre: l'obituario lo ricorda come fundator huius monasterii, appartenente cioè alla famiglia dei fondatori (che era infatti stato fondato da Ranieri I)

## Discendenza
Guglielmo VII di Monferrato sposò in prime nozze nel 1258:
- Isabella de Clare (1240 – 1270), figlia di Richard de Clare, dalla quale ebbe una figlia:
  - Margherita, andata sposa all'infante Giovanni di Castiglia.

Rimasto vedovo di Isabella sposò in seconde nozze nel 1271:
- Beatrice di Castiglia (1254 – 1280), figlia di Alfonso X di Castiglia (1221 – 1284) e di Violante d'Aragona (1236 – 1301), dalla quale ebbe:
  - Violante di Monferrato (1271 – 1315), andata sposa ad Andronico II Paleologo (1256 – 1332)
  - Giovanni I (1275 c.a. – 1305), che gli succedette nella titolarità del marchesato[2]
  - Alina di Monferrato, andata sposa a Bertoldo Orsini.

## Considerazioni
Il Marchesato del Monferrato era stato dilaniato dalle guerre di espansione di Guglielmo, senza riuscire ad ottenere alcun giovamento: Asti, la vera mira del marchese, non era stata conquistata. Senza una capitale di rilievo gli Aleramici non sarebbero mai riusciti ad imporre la loro figura sul Piemonte: Chivasso, il borgo che fungeva in quegli anni da sede marchionale, non poteva certo considerarsi importante.
La guerra con Carlo d'Angiò, l'altro obiettivo di Guglielmo, era nata dall'esigenza di difendere il territorio monferrino dagli attacchi stranieri; ma la vittoria di Roccavione non suscitò il totale abbandono della Contea di Piemonte da parte degli Angiò (che, tra l'altro, tornarono nel giro di cinquant'anni ad interessarsi della situazione subalpina).
In definitiva, molte città prima sottoposte ai domini degli Aleramici in seguito alla cattura di Guglielmo si erano rese autonome, oppure erano state invase dai potenti signori confinanti: la figura del marchese, che era riuscito a coordinare politicamente ed economicamente una realtà così eterogenea, venendo meno fece crollare l'intero Monferrato.
Non esercitò, comunque, un governo oppressivo e corrotto, anzi i contemporanei spesso lodano la liberalità di Guglielmo, e tra essi vi è anche Dante Alighieri (Convivio; IV, XI 12):

## Ascendenza
|                              |                     |                          | Genitori                |  |  | Nonni |  |  | Bisnonni                   |  |  | Trisnonni                  |  |
|                              |                     |                          |                         |  |  |       |  |  | Bonifacio I del Monferrato |  |  | Guglielmo V del Monferrato |  |
|                              |                     |                          |                         |  |  |       |  |  | Bonifacio I del Monferrato |  |  | Guglielmo V del Monferrato |  |
|                              |                     | Giuditta di Babenberg    |                         |  |  |       |  |  | Bonifacio I del Monferrato |  |  |                            |  |
| Guglielmo VI del Monferrato  |                     |                          |                         |  |  |       |  |  | Bonifacio I del Monferrato |  |  |                            |  |
|                              |                     | Elena del Bosco          | Anselmo IV del Bosco    |  |  |       |  |  |                            |  |  |                            |  |
|                              |                     | Elena del Bosco          | Anselmo IV del Bosco    |  |  |       |  |  |                            |  |  |                            |  |
|                              |                     | Elena del Bosco          | Adelasia                |  |  |       |  |  |                            |  |  |                            |  |
| Bonifacio II del Monferrato  |                     | Elena del Bosco          |                         |  |  |       |  |  |                            |  |  |                            |  |
|                              |                     | Bonifacio I di Clavesana | Anselmo di Ceva         |  |  |       |  |  |                            |  |  |                            |  |
|                              |                     | Bonifacio I di Clavesana | Anselmo di Ceva         |  |  |       |  |  |                            |  |  |                            |  |
|                              |                     | Bonifacio I di Clavesana | …                       |  |  |       |  |  |                            |  |  |                            |  |
| Berta di Clevesana           |                     | Bonifacio I di Clavesana |                         |  |  |       |  |  |                            |  |  |                            |  |
|                              |                     | …                        | …                       |  |  |       |  |  |                            |  |  |                            |  |
|                              |                     | …                        | …                       |  |  |       |  |  |                            |  |  |                            |  |
|                              |                     | …                        | …                       |  |  |       |  |  |                            |  |  |                            |  |
| Guglielmo VII del Monferrato |                     | …                        |                         |  |  |       |  |  |                            |  |  |                            |  |
|                              | Tommaso I di Savoia | Umberto III di Savoia    |                         |  |  |       |  |  |                            |  |  |                            |  |
|                              | Tommaso I di Savoia | Umberto III di Savoia    |                         |  |  |       |  |  |                            |  |  |                            |  |
|                              | Tommaso I di Savoia | Beatrice di Mâcon        |                         |  |  |       |  |  |                            |  |  |                            |  |
| Amedeo IV di Savoia          | Tommaso I di Savoia |                          |                         |  |  |       |  |  |                            |  |  |                            |  |
|                              |                     | Margherita di Ginevra    | Guglielmo I di Ginevra  |  |  |       |  |  |                            |  |  |                            |  |
|                              |                     | Margherita di Ginevra    | Guglielmo I di Ginevra  |  |  |       |  |  |                            |  |  |                            |  |
|                              |                     | Margherita di Ginevra    | Beatrice di Faucigny    |  |  |       |  |  |                            |  |  |                            |  |
| Margherita di Savoia         |                     | Margherita di Ginevra    |                         |  |  |       |  |  |                            |  |  |                            |  |
|                              |                     | Ugo III di Borgogna      | Oddone II di Borgogna   |  |  |       |  |  |                            |  |  |                            |  |
|                              |                     | Ugo III di Borgogna      | Oddone II di Borgogna   |  |  |       |  |  |                            |  |  |                            |  |
|                              |                     | Ugo III di Borgogna      | Maria di Blois          |  |  |       |  |  |                            |  |  |                            |  |
| Margherita di Borgogna       |                     | Ugo III di Borgogna      |                         |  |  |       |  |  |                            |  |  |                            |  |
|                              |                     | Beatrice d'Albon         | Ghigo V d'Albon         |  |  |       |  |  |                            |  |  |                            |  |
|                              |                     | Beatrice d'Albon         | Ghigo V d'Albon         |  |  |       |  |  |                            |  |  |                            |  |
|                              |                     | Beatrice d'Albon         | Beatrice del Monferrato |  |  |       |  |  |                            |  |  |                            |  |
|                              |                     | Beatrice d'Albon         |                         |  |  |       |  |  |                            |  |  |                            |  |